# ジェローム・ダレー
ジェローム・ダレー（Jérôme Daret、1974年12月26日 - ）は、フランスの指導者。現在7人制フランス代表のヘッドコーチを務める。

## プロフィール
- フランスダクス出身[1]。
- 現役時代のポジションはスクラムハーフ(SH)。
- 身長 178cm

## 略歴
現役時代はUSダクスでプレーしていた。
現役引退後はUSダクスのコーチを経て、2017年、7人制フランス代表のヘッドコーチに就任。
2024年、2024パリ五輪の7人制フランス代表のヘッドコーチとして初の金メダル獲得に貢献。